# Aspitates geholaria
Aspitates geholaria là một loài bướm đêm trong họ Geometridae.